# Dina Abramowicz
Dina Abramowicz (geboren 1909 in Wilna, Russisches Kaiserreich; gestorben 2000 in New York City) war eine jüdische Bibliothekarin, Partisanin im Zweiten Weltkrieg, Historikerin für jüdische Geschichte sowie Spezialistin für jiddische Sprache und deren Erforschung.
Abramowicz wirkte als Bibliothekarin in Wilna und war nach dem Überfall des Deutschen Reiches im Ghetto Wilna in Zusammenarbeit mit Herman Kruk in der Ghetto-Bibliothek tätig. Nach dem Krieg arbeitete sie bis ins hohe Alter in der Bibliothek des YIVO-Institute for Jewish Research. Sie veröffentlichte mehrere Bücher, schrieb Fachzeitschriftenartikel und übersetzte Texte aus dem Jiddischen.

## Leben
Dina Abramowicz wurde 1909 in Wilna als Tochter von Hirsz Abramowicz geboren. Zuhause sprach die Familie russisch und hatte enge Beziehungen zur Havrah Mefitsei Haskalah (Gesellschaft zur Verkündung der Erleuchtung) und zu den Bundisten. Abramowicz besuchte polnischsprachige und jiddische Schulen in Wilna. Sie studierte polnische Literatur und Philosophie an der Universität Wilna und erreichte dort einen Magister-Abschluss.
Von 1931 bis 1941 arbeitete Abramowicz in der Zentralen Jüdischen Kinderbibliothek in Vilnius. Nach der Besatzung durch die Deutschen kam Abramowicz in das Ghetto Vilnius. Dort fand sie über Herman Kruk, den sie als Benutzer der Jüdischen Kinderbibliothek kannte, eine Anstellung in der Ghetto-Bibliothek. Ihr Onkel trug Abramowicz als seine Tochter auf seinen „Gelben Arbeitsschein“ ein. Alle Menschen, die keinen solchen Schein vorweisen konnten, wurden ermordet. Über ihre Arbeit in der Ghetto-Bibliothek berichtet sie:
„So bedeuteten die Bücher den Ghetto-Kindern vielleicht den einzigen Zugang zum Reich der Phantasie, das sie sich um jeden Preis erobern wollten.“
Bevor das Ghetto liquidiert wurde, konnte Abramowicz mit Glück fliehen: Die Tür eines Waggons öffnete sich unverhofft und sie konnte entkommen. Sie schloss sich einer jüdischen Partisanen-Einheit als Hilfskrankenschwester an und überlebte den Krieg. Sie berichtet darüber im Film Partisans of Wilna. Sie emigrierte 1946 in die USA nach New York, wo ihr Vater, der Historiker und Schriftsteller Hirsz Abramowicz, bereits seit 1939 lebte.
In New York arbeitete sie ab 1947 für die Bibliothek des YIVO-Instituts. Sie war dort Auskunftsbibliothekarin und leitete die Bibliothek schließlich von 1962 bis 1987. Zeitlebens blieb sie publizistisch tätig und engagierte sich für jiddische Tradition und Kultur. Auch im Ruhestand blieb sie als Wissenschaftliche Bibliothekarin aktiv. Sie war bekannt und geschätzt für ihren enormen historischen Sachverstand und ihre Genauigkeit.

## Werke
- Ethnic Survival in the New World: Yiddish Juvenilia. Wilson Library Bulletin, 50 (1975), S. 138–45
- The Yivo Library. New York 1968
- Yiddish Literature in English Translation: List of Books in Print. Yivo Institute, New York 1976
- National Foundation for Jewish Culture (U.S.), and Council of Archives and Research Libraries in Jewish Studies (U.S.), Guardians of a Tragic Heritage: Reminiscences and Observations of an Eyewitness. National Foundation for Jewish Culture/Council of Archives and Research Libraries in Jewish Studies, New York 1999
- mit Abramowicz, Hirsz, Eva Zeitlin Dobkin, Jeffrey Shandler, David E Fishman: Profiles of a Lost World: Memoirs of East European Jewish Life before World War II Wayne State University Press, Detroit 1999
- Daubert, Hannelore, Lexikon der Kinder- und Jugendliteratur Bd. 3. (Weinheim; Basel: Beltz, 1984) u. Mitarbeit v. Dina Abramowicz